# Fukumoto Nobuyuki
Fukumoto Nobuyuki (福本伸行 Phúc Bản Thân Hàng) là một mangaka người Nhật, nổi tiếng khắp vùng Á Đông với các truyện tranh có ý tưởng độc đáo và nguyên thủy về cờ bạc, sự phân tích sâu sắc về tâm lý và phong cách vẽ đặc trưng. Yakuza và cờ bạc là chủ đề thường thấy trong các tác phẩm của ông. Tại các nước sử dụng tiếng Anh, Fukumoto được biết tới chủ yếu bởi tác phẩm Akagi, một truyện tranh nói về trò chơi mạt chược. Năm 1998 ông đoạt Giải thưởng manga Kodhansa dành cho tác phẩm Tobaku Mokushiroku Kaiji. Từ tượng thanh "zawa" (ざわ…), mang nghĩa ám chỉ một bầu không khí khó chịu, thường xuyên xuất hiện trong truyện của ông và được đánh giá là đặc điểm riêng biệt trong các tác phẩm của Fukumoto.
Tháng 6 năm 2010, Fukuomoto viếng thăm Phần Lan với tư cách là một vị khách danh dự của Desucon.

## Tác phẩm
- Ten - Tenhōdōri No Kaidanji (1989–2002) (天 - 天和通りの快男児)
- Akagi (1992–nay) (アカギ)
- Gin to Kin (Silver and Gold, 1992–1996) (銀と金)
- Tobaku Mokushiroku Kaiji (1996–1999) (賭博黙示録　カイジ)
- Buraiden Gai (Outcast Story: Gai, 2000–2001) (無頼伝　涯)
- Tobaku Hakairoku Kaiji (2000–2004) (賭博破戒録　カイジ)[2]
- Saikyō Densetsu Kurosawa (The Legend of Strongest Man Kurosawa, 2003–2006) (最強伝説黒沢)
- Tobaku Datenroku Kaiji (2004–2008) (賭博堕天録　カイジ)
- Tobaku Haōden ZERO (Gambling Emperor Legend Zero, 2007–2009 [phần 1]) (賭博覇王伝零)
- Tobaku Datenroku Kaiji ~Kazuya-hen~ (2009–nay) (賭博堕天録カイジ〜和也編〜)

Hợp tác với Maeda Jirō:
- Hero - Gyakkyō no Tōhai (2009-nay) (HERO -逆境の闘牌-)

Hợp tác với Hara Keiichirō:
- Washizu - Enma No Tōhai (2008–nay) (ワシズ　閻魔の闘牌)

Hợp tác với Kawaguchi Kaiji:
- Seizon -LifE- (1999)
- Kokuhaku: Confession (2001)

Fukumoto cũng xuất hiện trong một cảnh phim ngắn của bộ phim truyền hình chuyển thể từ truyện Kaiji.